# Frege geometriafilozófiája
| „                                                                                         | Legyen a te beszéded igen-igen, nem-nem. Mert senki sem szolgálhat egy időben két urat → : Vagy tehát igaznak fogadjuk el, hogy a háromszög szögeinek összege két derékszöggel egyenlő, és ebben az esetben visszautasítjuk az ellenkező állítást, mint hamisat, vagy pedig megfordítva: igaznak fogadjuk el, hogy a szögek összege nem egyenlő két derékszöggel, és ebben az esetben az egyenlőséget kimondó állítást kell mint szükségszerűen hamisat visszautasítanunk. De vajon volna-e valaki olyan vakmerő, hogy asztrológiának nyilvánítsa Eukleidész geometriáját, amely immár több mint két évezrede a senki által kétségbe nem vont igazság tekintélyével rendelkezik? De ha ezt senki nem merészeli, akkor kötelesek vagyunk visszautasítani a nem-euklideszi geometriát, mint közönséges áltudományt, amelynek nem tulajdonítunk nagyobb lehetőséget, mint amennyit a történelmi fejlődés bármely hasonló bizarr terméke érdemel. | ” |
| – Frege: A képzetes alakzatok síkbeli, geometriai szemléltetéséről, doktori disszertáció. | |   |

A geometriáról Frege – amennyire ez megállapítható, egész életében – homlokegyenest ellenkező véleményt vallott, mint az aritmetikáról (ld. például a Grundlagen témába vágó szakaszait). Ezt a tudománytörténet elsősorban Frege korai munkáiból, és az Aritmetika alapjaiban található ezzel kapcsolatos néhány megjegyzésből szűrte le, melyeket a következőképp foglalhatunk össze:
- A). Alapvető különbség van a geometria és az aritmetika matematikai-filozófiai helyzete és problematikája közt, ugyanis:
- B).:  Az aritmetika nem szemlélet alapú tudomány, hanem logikai, a geometria nem (ld. C).-t).
- C).: A geometria viszont nem logikai, hanem intuitív tudomány. Létezik valamiféle térszemlélet (Kant kifejezésével), amely evidenssé teszi számunkra az euklideszi axiómákat és következményeiket.
- D). Eukleidész axiómái szintetikus a priori ítéletek, és az euklideszi geometria a teret leíró tudomány. Az alapvető geometriai fogalmak szemlélete és értelmezése elválaszthatatlan a párhuzamossági axióma ismeretétől.
- E). Az euklideszi geometria az egyetlen lehetséges út a geometria felépítésére – Tóth Imre tudományfilozófus szavai szerint (Természet Világa, CXXIV. évf. 2003/1. ksz. 63.-69. o., 65. o.)  Frege „nyomdafestéket nem tűrő cikkekben” támadta az újonnan felfedezett, nemeuklideszi geometriákat. Nem lehetséges egyszerre, hogy az euklideszi és a nemeuklideszi geometria is igaz legyen, hiszen tagadásai egymásnak.

Vegyük sorra és világosítsuk meg az egyes kijelentéseket.

## B). Az aritmetika nem szemlélet alapú tudomány
Lehet elképzelésünk kisebb számokról, mondjuk ha kavicsokkal reprezentáljuk őket, de a reprezentáció nem ugyanaz, mint a szám; másrészt nagy számokat – 1 000 000-et nem tudjuk így reprezentálni (Grundlagen 12. §), a számokat általában pedig még kevésbé. Azonkívül nem világos,  mi köze van például annak a kijelentésnek, hogy egy egyenletnek három megoldása van, mondjuk a következő reprezentációhoz: ***, mi bennük a közös? Konkrét tárgyak csoportjait lehet ábrázolni, de például három ízérzetet (édes, savanyú, keserű) már nem (G. 7. §). Az aritmetika nem tud mit kezdeni a szemlélet ilyesfajta értelmezésével, állításai logikai jellegűek. A geometriáról ez viszont nem mondható el: azt, hogy két „konkrét” egyenes metszi-e egymást, hiába is próbálnánk meg logikai vizsgálattal eldönteni, ezt valamilyen más módon érzékeljük, (persze logikailag bizonyíthatjuk, hogy egy téglatest két testátlója metszi egymást, de az alapul szolgáló axiómák külön-külön nem képezhetik logikai vizsgálat tárgyát, hiszen ez teljesen értelmetlen lenne, ezek a szemléletből következnek), míg hogy 599600 vagy 600599 a nagyobb-e, annak eldöntésében már semmilyen szemlélet nem segíthet.
Az egészben még egy érdekesség van, ti. hogy az aritmetika teljes mértékben beágyazható a geometriába. Miért ne lehetne az aritmetikát pusztán a geometriára, s ezáltal a szemléletre építeni? Hiszen az 1, 2, 3,… stb. természetes számok abszolúte szemléltethetőek geometriai szakaszokként a számegyenesen, és e számok aritmetikai tulajdonságai értelmezhetőek geometriai tételekként is. Azonban e felvetést cáfolandó többféle ellenérv is felhozható, nem csak logicista alapon (hogy például a szakaszok megkülönböztetése, összeszámlálása már eleve feltételezi a számlálás egyes elemeinek, mondjuk a rákövetkezés fogalmát, meg hogy a háromnál magasabb kitevőjű hatványozás már e geometriai rendszerben sem lesz szemléletes, sőt még kevésbé lesz az, mint egy tisztán aritmetikai rendszerben stb.); logicista korában Fregének is nyilván megvoltak a maga ellenérvei.
A fregei logicizmus összeomlása után azonban Frege a A).-B). téziseket nagymértékben elvetette, és 1800-os fordulatot vett a geometria irányába – jobb híján, hiszen semmi más matematikai terület nem maradt, ami megfelelőnek látszott volna az aritmetika megalapozása számára (bár a logikát továbbra is fontosnak, csak nem az egyedül fontosnak tartotta a matematikában):
„…Másodszor pedig, föl kellett adnom azt a nézetet, hogy az aritmetikának a szemléletből sem kell alapokat merítenie. Szemléleten a geometriai ismeretforrást értem, azt az ismeretforrást, melyből a geometria axiómái folynak. […] Ez azért jelentős, mert ezáltal az aritmetika és geometria, vagyis az egész matematika, egyazon ismeretforrásból, nevezetesen a geometriaiból folyik, miáltal ez sajátságosan matematikai ismeretforrás rangjára emelkedik, természetesen mindig a logikai ismeretforrás kiegészítésével.”
Teljesen ebben az időskori kéziratában (Schriften zur Logik, 1973) sem tagadta meg a logikának a matematikán belüli kiemelt jelentőségét, csak azt, hogy a matematikában ez lenne az az egyetlen és legfontosabb ismeretelméleti alap, amire az egész épülne.

## C). A geometria szemlélet alapú tudomány
Doktori disszertációjában egyértelműen kijelenti, hogy B).-t igaznak tartja. E filozófiai álláspont azonban nehezen egyeztethető össze a matematika egyes részeivel. Ebben az időben ugyanis már komoly, cikkek és könyvek útján terjedő megtestesüléseit láthatjuk egyes, valójában nem euklideszi geometriáknak, elsősorban a projektív geometriának (ennek felfedezése minden bizonnyal azért nem okozott akkora közbotrányt, mert egyrészt már akkor alkalmazott matematikai és így „valóságos” gyökerei voltak, ellentétben az abszolút, hiperbolikus stb. geometriákkal, másrészt pedig, szintén ezekkel ellentétben, tekinthető az euklideszi geometria egy természetesen adódó bővítésének, nem pedig különcködő tagadásának. Tény azonban, hogy „összevont szemöldökkel” szemlélve a projektív geometria egyes törvényeit, azok ellentmondanak az euklideszi axiómáknak és tételeknek – az euklideszi geometriában két párhuzamos egyenes sohasem metszi egymást; a projektívban mindig). Ha az euklideszi geometria tényleg valami térszemléleten alapul, ami felismeri az evidens és örök igazságokat, hogyan lehetséges akkor a nemeuklideszi geometriák létezése? Erre a kérdésre próbált Frege a disszertációjában is matematikus módjára válaszolni. Megjegyezzük, a dolognak ekkor tulajdonképp az aritmetika szempontjából még kevés jelentősége volt. Azonban a logicista program összeomlása Frege számára létkérdéssé tette, hogy legalább a geometriában megmaradjon valami szilárd alap a matematika számára.
Meg kell azonban jegyeznünk, hogy a nemeuklideszi geometriák felfedezése (ezeket Frege teljes mértékben elutasította) a fregei „geometrizmust” ugyanúgy vitathatóvá teszi, mint Russell és Gödel eredményei a logicizmust vagy a hilberti formalizmust. Hiszen ha bizonyos értelemben „tetszőlegesen” alkothatunk és használhatunk egy geometriai rendszert meg egy olyat, ami annak ellentmond, akkor marad-e még olyan biztos alap, ami mindkét geometrián belül biztosítja azt a közös részt, amire az aritmetika ráépíthető? Például garantált-e, hogy minden geometriai rendszerben, amit csak kitalálunk,   lehet-e majd egy számegyenest felépíteni, melynek szakaszocskái teljesítik a Peano-axiómákat? Mi lesz, ha kiderül, a „valóságot” valójában egy olyan geometria írja le, amelyben nincsenek is egyenesek (például egy véges sok atomi, kiterjedt elemből álló „diszkrét kvantumgeometria”)? Lehetségesnek látszik, hogy egy, az aritmetika megalapozásához szükséges olyan mély alapigazság-rendszer, amely minden szóba jövő geometriai rendszerben közös, annyira általános, hogy már nem is lehet geometriai természetű, vagyis oda jutunk, ahol Frege kezdte: ha az aritmetikának vannak mélyebb alapjai, azokat valahol a gondolkodásnak egy más, igen általános ismeretekre vonatkozó területén, nem pedig a geometriában kell keresni. Frege csak azért gondolhatott az aritmetika geometriai megalapozására, mivel a valós topológiával ellentétben ezt Kant nyomán akkor biztos alapokon fekvőnek gondolták: e biztos alapok azonban manapság már a geometriában sincsenek meg, s így az aritmetika geometriára alapozása ugyanúgy bizonytalansággal terhes lenne, mint a logicizmus.

## Disszertációja
Mindezek után kérdéses, mennyiben van köze az intuitíven okoskodó józan észnek az euklideszi úton közvetlenül nem értelmezhető (mai kifejezéssel nemeuklideszi) objektumokhoz, a „képzetes alakzatokhoz”, minthogy úgy tűnik, ezek olyan tulajdonságokkal rendelkeznek, melyek ellentmondanak az intuíciónak. 

A geometria és aritmetika tanulmányozása során egyaránt találkozhatunk ilyenekkel. Régóta ismert volt a legkézenfekvőbb példa, a végtelenség fogalma, ami mindkét matematikai területen kiemelt fontosságú, ez nem tűnik intuitív úton megfoghatónak (már Galilei óta köztudott, hogy a legegyszerűbb potenciális végtelen struktúra, a természetes számok halmaza sem teljesíti Euklidesz „intuitíve nyilvánvaló” axiómáit…).  De a geometriánál maradva, a projektív geometriában például használjuk a „végtelen távoli pont” kifejezést, amely képzetes abban az értelemben, hogy valójában fogalmunk sincs, mit jelent, pedig intuitíve nagyon úgy sejtjük, hogy azért van jelentése. Ebben az időszakban Bourbaki strukturalistái – sok, a homályos megfogalmazásokban örömét lelő filozófus szerencséjére – még nem működtek, s így a matematikusok nem tudták a végtelen távoli pontokat halmazelméleti úton, párhuzamos egyenesek ekvivalenciaosztályaiként definiálni. Éppen Frege lesz az, aki az Aritmetika alapjaiban először mutat rá, hogy a fogalomalkotásnak efféle módjai az addigi egyedi próbálkozásoknál sokkal szélesebb körben, általában is használhatóak a matematikában (mi több, valójában mindenhol), és ennek mintájára a számosság fogalmát hasonló konstrukcióval építi fel; sőt példaként a párhuzamosok ekvivalenciaosztályai egy másféle, nem projektív szemléletű kontextusban, hanem pusztán analógiaként, szerepelnek is a Grundlagenben.
Frege disszertációjában amellett érvel, hogy a „képzetes” alakzatok esetében (s hasonlóan a többi nem-intuitívnak tűnő objektum esetében is) puszta félreértésről van szó: ezek a  „helytelenkedő” objektumok nemcsak kezelhetőek úgy, mint az intuíciónak engedelmeskedő „normálisabb” fogalmak, hanem abszolúte megfoghatóvá tehetőek. Példának a gömb síkra való leképezését hozza fel, amit a térképészetben sztereografikus vetítésként ismernek. Egy síkot és egy gömb(héj) valamely pontját kiválasztva (mely pont a gömbnek ne a síkhoz legközelebbi, de ne is attól legtávolabbi pontja legyen), e gömb(héj) összes többi pontja centrálisan egy adott síkra vetíthető, a gömb néhány pontja kivételével, melyek a térben egy, a gömbhéjra eső kört alkotnak (e kör a gömb és a centrumon átmenő, a képsíkkal párhuzamos sík metszeteként adódik). E kivételes pontok nem feleltethetőek meg e vetítéssel a sík pontjainak, de éppen ezek jelenthetik a motivációt az ideális pontok bevezetésére. A gömbhéj le nem vetíthető pontjai feleljenek meg a sík „végtelen távoli pontjainak”. Azaz egy olyan sík sem értelmetlenség, amelynek végtelen távoli pontjai vannak (projektív sík), az ilyen sík „valójában” egy gömb, amit a síkra vetítettünk; legalábbis ilyen gömbként is értelmezhető. Ezek után pedig ugyanolyan normális matematikai objektumként kezelhető, sőt a rá is érvényes euklideszi axiómák alapján intuitíve is felfogható, mint az euklideszi sík. Szó sem kell hogy essék tehát projektív síkok végtelen távoli pontjairól, hanem csak egy gömbről, amit kissé furcsa „vetítő” szemüvegen át szemlélünk.
Az egyik Frege-kutató, Matthias Schirn szerint pusztán a doktori disszertáció alapján, bár Frege szó szerint beszél „geometriai intuícióról”, még nem bizonyos az, hogy Frege Kantiánus lett volna, az akkor transzcendentálisnak nevezett filozófia tanait elfogadva, mert e kifejezésen (mármint az intuíción) nem szükségképp ugyanazt érti, legalábbis ebben a korai korszakában. Úgy tűnik, Frege az „intuíció” fogalmát itt még nem a kanti, hanem inkább egy naiv értelemben használja, „vizualizáció” („sitchbar machen”) vagy „szemléltetés” („veranschaulichene”) értelemben.  Hogy Kant milyen értelemben használta e kifejezést, arról ld. a transzcendentális idealizmus szócikket.

### Tudománytörténeti megjegyzések
- Láttuk, hogy Frege is és ellenfelei is tudatában voltak annak, hogy a nemeuklideszi geometriák modellezhetőek euklideszi módon. Csak míg Helmholtz, Riemann és Beltrami e tényben az euklideszi geometria létjogosultságát és megvalósulhatóságát látták, Frege és más ellenfeleik (Lotze, Dühring, Osztrogradszkij) éppenséggel, minthogy egyszerre két ellentétes dolog nem lehet igaz (mondjuk a párhuzamossági axióma és annak tagadása), az új szemléletet a gondolkodás kicsavarásának, az új törvényeket a régiek elfajulásának látták. Aligha lehet szó a szokásos nemzedéki problémáról, hiszen Frege fiatal korától kezdve elutasította a nemeuklideszi geometriát. Idős korában, mikor már elvetette a logicizmust, ez messzemenően (érzelmi okokkal is) indokolható volt: ha a logika és az aritmetika megalapozásának összeomlása után ugyanez történt volna a geometriában is, az érthetően az egészt matematika létét kérdőjelezte volna meg. Fiatalkori Euklidesz-pártiságát Tóth Imre politikai síkon próbálja értelmezni, például azzal, hogy Frege „ellensége volt a szabadságnak” (tény például, hogy fiatal korában monarchista volt, később a születőben lévő nemzetiszocialista mozgalom szimpatizánsai közé tartozott). Azonban eme, a tudománytörténeti dialektikus materializmusra vagy az erős elméletre hajazó hipotézisnél sokkal matematikaorientáltabb (egyszerűbb?), és a mai matematika(történet-írás) számára sokkal jelentősebb magyarázat is elképzelhető. Ti. a hagyományos logika bűvkörében mozogva tényleg nehéz összeegyeztetni két olyan elméletet, melyek egymás tagadásait tartalmazzák. Ez akkoriban, mikor sem az intuicionistáknak, sem a Bourbaki-csoportnak, sem egyéb irányzatoknak nem volt híre-hamva sem, melyek így vagy úgy, többé-kevésbé fel tudták ezt a kognitív disszonanciát oldani mondjuk a többértékű logikai rendszerek bevezetésével, tényleg komoly megdöbbenést és indulatokat váltott ki. Még a nemeuklideszi geometria hívei is mint „az euklideszi geometria megsemmisülését” magyarázták e felfedezéseket, mintha a kettő közül csak az egyik lehetne igaz. Érdekes kérdés, hogyan interpretálta volna a közvélemény e felfedezéseket, ha a többértékű logikákat ismerték és nagy mértékben elfogadták volna. Csak a huszadik század második felében születtek meg azok a tudományinterpretációk, miszerint a tudomány a valóságot nem tükrözi, hanem modellezi, és nincs sok értelme egy modell igazságáról, inkább csak alkalmazhatóságáról vagy adaptivitásáról beszélni. Ez a szemlélet a pedagógiában pedig csak a legutóbbi időkben kezdett komolyan elterjedni (ld. pedagógiai konstruktivizmus).
- Frege „reakciós” vagy annak bélyegezhető   hozzáállása egy új elmélethez vagy paradigmához, miközben más tekintetben maga is forradalmárnak tekinthető, a tudománytörténet szempontjából nem egyedi eset; hasonlóképp értelmezhető Einstein hozzáállása a kvantummechanikához, bár Einstein közel sem támadta ezt az elméletet a Fregéhez hasonló, sokszor a személyeskedésig menő durvasággal.
- Gottlob Frege, a modern matematikafilozófia egyik atyja, geometriai nézeteinek és munkásságának feldolgozása, kritikája és az aritmetikafilozófiával való összevetése a napjainkban az analitikus filozófia már-már önálló ágává váló Frege-kutatásnak, ez utóbbi más ágaihoz képest, még mindig meglehetősen elhanyagolt területe. Mivel Frege szinte semmit nem publikált, úgyhogy a forráshiány nehezebbé teszi az ez irányú kutatást).

### Idézetek forrásai
- Máté evangéliuma 6.24:

„Senki sem szolgálhat két úrnak. Mert vagy az egyiket gyűlöli és a másikat szereti; vagy egyikhez ragaszkodik és a másikat megveti. Nem szolgálhattok Istennek és a Mammonnak.”

### Forrásmunkák
- Matthias Schirn írása a Frege: Importance and Legacy c. kötetben (Perspectives in Analytical Philosophy-sorozat, szerk. Matthias Schirn, Walter de Gruyter & Co., Berlin-New York, 1996).
- Gottlob Frege: Az aritmetika alapjai (ford. Máté András). Áron kiadó, Bp., 1999.;
- Rainer Born Frege-lapja

### Külső hivatkozások
- Tanács János: A Bolyai-Lobacsevszkij-féle nem-euklideszi geometria felfedezésének és hatásának története (PDF)